# ديفيد مكدونالد (سياسي كندي)
ديفيد مكدونالد هو سياسي كندي، ولد في 13 مارس 1862، وتوفي في 1939.